# Prêmio Bibi Ferreira de Melhor Ator em Musical
O Prêmio Bibi Ferreira para Melhor Ator em Musical é um prêmio anual destinado a melhor interpretação masculina do teatro musical brasileiro. 
A categoria está presente desde a primeira edição da premiação, ocasião em que a dupla Tiago Abravanel e Danilo de Moura ganharam por sua atuação em Tim Maia - Vale Tudo, O Musical como Tim Maia.
Ao todo 41 atores foram indicados para essa categoria desde 2013. Jarbas Homem de Mello é o ator com mais indicações para a categoria, totalizando em 5 e levando duas vitórias: em 2014 por Crazy For You  e em 2022 por Conserto para Dois, O Musical . 
Em 2º lugar vem o ator Beto Sargentelli que soma 4 indicações pelos espetáculos  O Rei Do Rock - O Musical no papel de Elvis Presley, West Side Story no papel de Tony, Bonnie & Clyde no papel de Clyde Barrow e Os Últimos 5 Anos no papel de Jamie, sendo este último o que o levou a 1 vitória . 
O ator foi também o 1º da história do prêmio a concorrer consigo mesmo nesta categoria.

## Vencedores e indicados
| Ano       | Vencedora e indicadas             | Musical                                     |
| --------- | --------------------------------- | ------------------------------------------- |
| 2013      | Tiago Abravanel e Danilo de Moura | Tim Maia - Vale Tudo, O Musical             |
| 2013      | Daniel Boaventura                 | A Família Addams                            |
| 2013      | Jarbas Homem de Mello             | Cabaret                                     |
| 2013      | Jonatas Joba                      | Vingança, o Musical                         |
| 2013      | Ruben Gabira                      | Priscilla, a Rainha do Deserto              |
| 2014      | Jarbas Homem de Mello             | Crazy For You                               |
| 2014      | Aloísio de Abreu                  | Nós Sempre Teremos Paris                    |
| 2014      | Igor Rickli                       | Jesus Cristo Superstar                      |
| 2014      | Ivan Parente                      | A Madrinha Embriagada                       |
| 2014      | Marcelo Mimoso                    | Gonzagão, a Lenda                           |
| 2015      | Emilio Dantas                     | Cazuza - Pro Dia Nascer Feliz, o Musical    |
| 2015      | André Dias                        | Bilac, Vê Estrelas                          |
| 2015      | Cleto Baccic                      | O Homem de La Mancha                        |
| 2015      | Jarbas Homem de Mello             | Chaplin, o Musical                          |
| 2015      | Stepan Nercessian                 | Chacrinha, O Musical                        |
| 2016      | Leandro Luna                      | Meu Amigo Charlie Brown                     |
| 2016      | Danilo Dal Farra                  | Gabriela, um Musical                        |
| 2016      | Miguel Falabella                  | Antes Tarde do que Nunca                    |
| 2016      | Mouhamed Harfouch                 | Ou Tudo Ou Nada                             |
| 2016      | Ruy Brissac                       | O Musical Mamonas                           |
| 2017      | Paulo Szot                        | My Fair Lady                                |
| 2017      | Daniel Diges                      | Les Misérables                              |
| 2017      | Flávio Bauraqui                   | Cartola, o Mundo é um Moinho                |
| 2017      | Marcelo Médici                    | Rocky Horror Show                           |
| 2017      | Thiago Machado                    | Rent                                        |
| 2018      | Adren Alves                       | O Auto do Reino do Sol - Suassuna           |
| 2018      | Jarbas Homem de Mello             | Cantando na Chuva                           |
| 2018      | Marcelo Médici                    | Se Meu Apartamento Falasse                  |
| 2018      | Marcelo Nogueira                  | Agnaldo Rayol – A Alma do Brasil            |
| 2018      | Mateus Ribeiro                    | Peter Pan                                   |
| 2019      | Beto Sargentelli                  | Os Últimos 5 Anos                           |
| 2019      | André Frateschi                   | Natasha, Pierre e O Grande Cometa de 1812   |
| 2019      | André Loddi                       | Pacto                                       |
| 2019      | Gabriel Leone                     | Natasha, Pierre e O Grande Cometa de 1812   |
| 2019      | Leandro Luna                      | Pacto                                       |
| 2020/2021 | Mateus Ribeiro                    | Chaves - Um Tributo Musical                 |
| 2020/2021 | Arthur Berges                     | Escola do Rock, o Musical                   |
| 2020/2021 | Jesuíta Barbosa                   | Lazarus                                     |
| 2020/2021 | João Felipe Saldanha              | Pippin                                      |
| 2020/2021 | Maurício Xavier                   | Madagascar, uma Aventura Musical            |
| 2022      | Jarbas Homem de Mello             | Conserto para Dois, O Musical               |
| 2022      | Marcel Octavio                    | Assassinato para Dois                       |
| 2022      | Murilo Rosa                       | Barnum – O Rei do Show                      |
| 2022      | Rodrigo Lombardi                  | Sweeney Todd                                |
| 2022      | Velson D’Souza                    | Silvio Santos Vem Aí!                       |
| 2023      | Renan Mattos                      | Ney Matogrosso, Homem com H, o Musical      |
| 2023      | Beto Sargentelli                  | Bonnie & Clyde                              |
| 2023      | Beto Sargentelli                  | West Side Story                             |
| 2023      | Marcos Veras                      | Alguma Coisa Podre!                         |
| 2023      | Tiago Barbosa                     | Clube da Esquina - Os sonhos não envelhecem |
| 2024      | Eduardo Sterblitch                | Beetlejuice, o Musical                      |
| 2024      | Beto Sargentelli                  | O Rei do Rock, o Musical                    |
| 2024      | Diego Martins                     | Priscilla, a Rainha do Deserto              |
| 2024      | Miguel Falabella                  | Kiss Me Kate! O Beijo da Megera             |
| 2024      | Tiago Barbosa                     | Iron - O Homem da Máscara de Ferro          |